# Asiatiska mästerskapet i volleyboll för damer 2011
Asiatiska mästerskapet 2011 i volleyboll för damer genomfördes 15 till 23 september 2011 i Taipei, Taiwan. Det var den sextonde upplagan av tävlingen och fjorton landslag från AVC:s medlemsförbund deltog. Kina vann tävlingen för tolfte gången genom att besegra Japan i finalen. Wang Yimei utsågs till mest värdefulla spelare.

## Deltagande lag
| Lag          | Deltog senast |
| ------------ | ------------- |
| Australien   | Vietnam 2009  |
| Kina         | Vietnam 2009  |
| Nordkorea    | Kina 2005     |
| Sydkorea     | Vietnam 2009  |
| Japan        | Vietnam 2009  |
| Indien       | Vietnam 2009  |
| Indonesien   | Vietnam 2009  |
| Iran         | Vietnam 2009  |
| Kazakstan    | Vietnam 2009  |
| Sri Lanka    | Vietnam 2009  |
| Taiwan       | Vietnam 2009  |
| Thailand     | Vietnam 2009  |
| Turkmenistan | Debut         |
| Vietnam      | Vietnam 2009  |

## Grupper
| Grupp A                    | Grupp B                         | Grupp C                               | Grupp D                                     |
| -------------------------- | ------------------------------- | ------------------------------------- | ------------------------------------------- |
| Indonesien · Iran · Taiwan | Australien · Thailand · Vietnam | Kina · Nordkorea · Indien · Kazakstan | Sydkorea · Japan · Sri Lanka · Turkmenistan |

## Första rundan

### Grupp A

#### Resultat
| Datum    | Mellan              | Resultat | Set   | Set   | Set   | Set   | Set   | Poäng totalt | Speltid | Åskådare |
| Datum    | Mellan              | Resultat | 1     | 2     | 3     | 4     | 5     | Poäng totalt | Speltid | Åskådare |
| -------- | ------------------- | -------- | ----- | ----- | ----- | ----- | ----- | ------------ | ------- | -------- |
| 15-09-11 | Taiwan - Indonesien | 3 - 0    | 25:8  | 25:12 | 25:15 |       |       | 75 - 35      | 1h:04   | -        |
| 16-09-11 | Iran - Taiwan       | 0 - 3    | 13:25 | 20:25 | 16:25 |       |       | 49 - 75      | 1h:05   | -        |
| 17-09-11 | Indonesien - Iran   | 2 - 3    | 25:20 | 27:29 | 24:26 | 25:23 | 11:15 | 112 - 113    | 2h:25   | -        |

#### Sluttabell
| Pos | Landslag   | Poäng | Matcher | Matcher | Matcher   | Set   | Set       | Kvot  | Poäng | Poäng     | Kvot  |
| Pos | Landslag   | Poäng | Spelade | Vunna   | Förlorade | Vunna | Förlorade | Kvot  | Vunna | Förlorade | Kvot  |
| --- | ---------- | ----- | ------- | ------- | --------- | ----- | --------- | ----- | ----- | --------- | ----- |
| 1   | Taiwan     | 6     | 2       | 2       | 0         | 6     | 0         | MAX   | 150   | 84        | 1.786 |
| 2   | Iran       | 2     | 2       | 1       | 1         | 3     | 5         | 0.600 | 162   | 187       | 0.866 |
| 3   | Indonesien | 1     | 2       | 0       | 2         | 2     | 6         | 0.333 | 147   | 188       | 0.782 |

      Kvalificerade för spel om plats 1-8 (grupp E/F).
      Kvalificerade för spel om plats 9-14 (grupp G/H).

### Grupp B

#### Resultat
| Datum    | Mellan                | Resultat | Set   | Set   | Set   | Set   | Set | Poäng totalt | Speltid | Åskådare |
| Datum    | Mellan                | Resultat | 1     | 2     | 3     | 4     | 5   | Poäng totalt | Speltid | Åskådare |
| -------- | --------------------- | -------- | ----- | ----- | ----- | ----- | --- | ------------ | ------- | -------- |
| 15-09-11 | Vietnam - Thailand    | 0 - 3    | 15:25 | 25:27 | 8:25  |       |     | 48 - 77      | 1h:11   | -        |
| 16-09-11 | Australien - Vietnam  | 1 - 3    | 25–21 | 24:26 | 20:25 | 20:25 |     | 89 - 97      | 1h:41   | -        |
| 17-09-11 | Thailand - Australien | 3 - 0    | 25:11 | 25:19 | 25:19 |       |     | 75 - 49      | 1h:13   | -        |

#### Sluttabell
| Pos | Landslag   | Poäng | Matcher | Matcher | Matcher   | Set   | Set       | Kvot  | Poäng | Poäng     | Kvot  |
| Pos | Landslag   | Poäng | Spelade | Vunna   | Förlorade | Vunna | Förlorade | Kvot  | Vunna | Förlorade | Kvot  |
| --- | ---------- | ----- | ------- | ------- | --------- | ----- | --------- | ----- | ----- | --------- | ----- |
| 1   | Thailand   | 6     | 2       | 2       | 0         | 6     | 0         | MAX   | 152   | 97        | 1.567 |
| 2   | Vietnam    | 3     | 2       | 1       | 1         | 3     | 4         | 0.750 | 145   | 166       | 0.873 |
| 3   | Australien | 0     | 2       | 0       | 2         | 1     | 6         | 0.167 | 138   | 172       | 0.802 |

      Kvalificerade för spel om plats 1-8 (grupp E/F).
      Kvalificerade för spel om plats 9-14 (grupp G/H).

### Grupp C

#### Resultat
| Datum    | Mellan                | Resultat | Set   | Set   | Set   | Set   | Set | Poäng totalt | Speltid | Åskådare |
| Datum    | Mellan                | Resultat | 1     | 2     | 3     | 4     | 5   | Poäng totalt | Speltid | Åskådare |
| -------- | --------------------- | -------- | ----- | ----- | ----- | ----- | --- | ------------ | ------- | -------- |
| 15-09-11 | Kazakstan - Indien    | 3 - 1    | 22:25 | 27:25 | 25:19 | 25:10 |     | 99 - 79      | 1h:36   |          |
| 15-09-11 | Nordkorea - Kina      | 0 - 3    | 19:25 | 15:25 | 15:25 |       |     | 49 - 75      | 1h:17   |          |
| 16-09-11 | Nordkorea - Kazakstan | 3 - 1    | 19:25 | 25:20 | 25:23 | 25:21 |     | 94 - 89      | 1h:51   |          |
| 16-09-11 | Kina - Indien         | 3 - 0    | 25:20 | 25:15 | 25:12 |       |     | 75 - 47      | 1h:08   |          |
| 17-09-11 | Indien - Nordkorea    | 1 - 3    | 25:17 | 21:25 | 9:25  | 22:25 |     | 77 - 92      | 1h:31   |          |
| 17-09-11 | Kazakstan - Kina      | 0 - 3    | 14:25 | 17:25 | 13:25 |       |     | 44 - 75      | 1h:07   |          |

#### Sluttabell
| Pos | Landslag  | Poäng | Matcher | Matcher | Matcher   | Set   | Set       | Kvot  | Poäng | Poäng     | Kvot  |
| Pos | Landslag  | Poäng | Spelade | Vunna   | Förlorade | Vunna | Förlorade | Kvot  | Vunna | Förlorade | Kvot  |
| --- | --------- | ----- | ------- | ------- | --------- | ----- | --------- | ----- | ----- | --------- | ----- |
| 1   | Kina      | 9     | 3       | 3       | 0         | 9     | 0         | MAX   | 225   | 140       | 1.607 |
| 2   | Nordkorea | 6     | 3       | 2       | 1         | 6     | 5         | 1.200 | 235   | 241       | 0.975 |
| 3   | Kazakstan | 3     | 3       | 1       | 2         | 4     | 7         | 0.571 | 232   | 248       | 0.935 |
| 4   | Indien    | 0     | 3       | 0       | 3         | 2     | 9         | 0.222 | 203   | 266       | 0.763 |

      Kvalificerade för spel om plats 1-8 (grupp E/F).
      Kvalificerade för spel om plats 9-14 (grupp G/H).

### Grupp D

#### Resultat
| Datum    | Mellan                   | Resultat | Set   | Set   | Set   | Set   | Set  | Poäng totalt | Speltid | Åskådare |
| Datum    | Mellan                   | Resultat | 1     | 2     | 3     | 4     | 5    | Poäng totalt | Speltid | Åskådare |
| -------- | ------------------------ | -------- | ----- | ----- | ----- | ----- | ---- | ------------ | ------- | -------- |
| 15-09-11 | Sri Lanka - Sydkorea     | 0 - '3   | 9:25  | 11:25 | 6:25  |       |      | 26 - 75      | 0h:52   | -        |
| 15-09-11 | Japan - Turkmenistan     | 3 - 0    | 25:0  | 25:0  | 25:0  |       |      | 75 - 0       | -       | -        |
| 16-09-11 | Turkmenistan - Sydkorea  | 0 - 3    | 0:25  | 0:25  | 0:25  |       |      | 0 - 75       | -       | -        |
| 16-09-11 | Japan - Sri Lanka        | 3 - 0    | 25:9  | 25:12 | 25:5  |       |      | 75 - 26      | 1h:02   | -        |
| 17-09-11 | Sri Lanka - Turkmenistan | 3 - 0    | 25:0  | 25:0  | 25:0  |       |      | 75 - 0       | -       | -        |
| 17-09-11 | Sydkorea - Japan         | 2 - 3    | 25:23 | 15:25 | 25:18 | 23:25 | 5:15 | 93 - 106     | 2h:06   | -        |

#### Sluttabell
| Pos | Landslag     | Poäng | Matcher | Matcher | Matcher   | Set   | Set       | Kvot  | Poäng | Poäng     | Kvot  |
| Pos | Landslag     | Poäng | Spelade | Vunna   | Förlorade | Vunna | Förlorade | Kvot  | Vunna | Förlorade | Kvot  |
| --- | ------------ | ----- | ------- | ------- | --------- | ----- | --------- | ----- | ----- | --------- | ----- |
| 1   | Japan        | 8     | 3       | 3       | 0         | 9     | 2         | 4.500 | 256   | 119       | 2.151 |
| 2   | Sydkorea     | 7     | 3       | 2       | 1         | 8     | 3         | 2.667 | 243   | 132       | 1.841 |
| 3   | Sri Lanka    | 3     | 3       | 1       | 2         | 3     | 6         | 0.500 | 127   | 150       | 0.847 |
| 4   | Turkmenistan | 0     | 3       | 0       | 3         | 0     | 9         | 0.000 | 0     | 225       | 0.000 |

      Kvalificerade för spel om plats 1-8 (grupp E/F).
      Kvalificerade för spel om plats 9-14 (grupp G/H).

## Andra rundan

### Grupp E

#### Resultat
| Datum    | Mellan             | Resultat | Set   | Set   | Set   | Set   | Set | Poäng totalt | Speltid | Åskådare |
| Datum    | Mellan             | Resultat | 1     | 2     | 3     | 4     | 5   | Poäng totalt | Speltid | Åskådare |
| -------- | ------------------ | -------- | ----- | ----- | ----- | ----- | --- | ------------ | ------- | -------- |
| 18-09-11 | Taiwan - Nordkorea | 3 - 1    | 22:25 | 25:19 | 25:14 | 25:21 |     | 97 - 79      | 1h:48   | -        |
| 18-09-11 | Kina - Iran        | 3 - 0    | 25:17 | 25:8  | 25:9  |       |     | 75 - 34      | 1h:09   | -        |
| 19-09-11 | Iran - Nordkorea   | 0 - 3    | 11:25 | 14:25 | 21:25 |       |     | 46 - 75      | 1h:14   | -        |
| 19-09-11 | Taiwan - Kina      | 0 - 3    | 15:25 | 14:25 | 20:25 |       |     | 49 - 75      | 1h:08   | -        |

#### Sluttabell
| Pos | Landslag  | Poäng | Matcher | Matcher | Matcher   | Set   | Set       | Kvot  | Poäng | Poäng     | Kvot  |
| Pos | Landslag  | Poäng | Spelade | Vunna   | Förlorade | Vunna | Förlorade | Kvot  | Vunna | Förlorade | Kvot  |
| --- | --------- | ----- | ------- | ------- | --------- | ----- | --------- | ----- | ----- | --------- | ----- |
| 1   | Kina      | 9     | 3       | 3       | 0         | 9     | 0         | MAX   | 225   | 132       | 1.705 |
| 2   | Taiwan    | 6     | 3       | 2       | 1         | 6     | 4         | 1.500 | 221   | 203       | 1.089 |
| 3   | Nordkorea | 3     | 3       | 1       | 2         | 4     | 6         | 0.667 | 203   | 218       | 0.931 |
| 4   | Iran      | 0     | 3       | 3       | 0         | 9     | 0         | 0.000 | 129   | 225       | 0.573 |

      Vidare till kvartsfinal.

### Grupp F

#### Resultat
| Datum    | Mellan              | Resultat | Set   | Set   | Set   | Set   | Set | Poäng totalt | Speltid | Åskådare |
| Datum    | Mellan              | Resultat | 1     | 2     | 3     | 4     | 5   | Poäng totalt | Speltid | Åskådare |
| -------- | ------------------- | -------- | ----- | ----- | ----- | ----- | --- | ------------ | ------- | -------- |
| 18-09-11 | Thailand - Sydkorea | 1 - 3    | 27:25 | 17:25 | 13:25 | 21:25 |     | 78 - 100     | 1h:48   | -        |
| 18-09-11 | Japan - Vietnam     | 3 - 0    | 25:12 | 25:19 | 27:25 |       |     | 77 - 56      | 1h:12   | -        |
| 19-09-11 | Vietnam - Sydkorea  | 0 - 3    | 12:25 | 24:26 | 23:25 |       |     | 59 - 76      | 1h:13   | -        |
| 19-09-11 | Thailand - Japan    | 0 - 3    | 23:25 | 21:25 | 19:25 |       |     | 63 - 75      | 1h:18   | -        |

#### Sluttabell
| Pos | Landslag | Poäng | Matcher | Matcher | Matcher   | Set   | Set       | Kvot  | Poäng | Poäng     | Kvot  |
| Pos | Landslag | Poäng | Spelade | Vunna   | Förlorade | Vunna | Förlorade | Kvot  | Vunna | Förlorade | Kvot  |
| --- | -------- | ----- | ------- | ------- | --------- | ----- | --------- | ----- | ----- | --------- | ----- |
| 1   | Japan    | 8     | 3       | 3       | 0         | 9     | 2         | 4.500 | 258   | 212       | 1.217 |
| 2   | Sydkorea | 7     | 3       | 2       | 1         | 8     | 4         | 2.000 | 269   | 243       | 1.107 |
| 3   | Thailand | 3     | 3       | 1       | 2         | 4     | 6         | 0.667 | 218   | 223       | 0.978 |
| 4   | Vietnam  | 0     | 3       | 0       | 3         | 0     | 9         | 0.000 | 163   | 230       | 0.709 |

      Vidare till kvartsfinal.

### Grupp G

#### Resultat
| Datum    | Mellan                 | Resultat | Set   | Set   | Set   | Set | Set | Poäng totalt | Speltid | Åskådare |
| Datum    | Mellan                 | Resultat | 1     | 2     | 3     | 4   | 5   | Poäng totalt | Speltid | Åskådare |
| -------- | ---------------------- | -------- | ----- | ----- | ----- | --- | --- | ------------ | ------- | -------- |
| 18-09-11 | Indonesien - Indien    | 0 - 3    | 14:25 | 27:29 | 23:25 |     |     | 64 - 79      | 1h:21   | -        |
| 19-09-11 | Indonesien - Kazakstan | 0 - 3    | 18:25 | 15:25 | 16:25 |     |     | 49 - 75      | 1h:03   | -        |

#### Sluttabell
| Pos | Landslag   | Poäng | Matcher | Matcher | Matcher   | Set   | Set       | Kvot  | Poäng | Poäng     | Kvot  |
| Pos | Landslag   | Poäng | Spelade | Vunna   | Förlorade | Vunna | Förlorade | Kvot  | Vunna | Förlorade | Kvot  |
| --- | ---------- | ----- | ------- | ------- | --------- | ----- | --------- | ----- | ----- | --------- | ----- |
| 1   | Kazakstan  | 6     | 2       | 2       | 0         | 6     | 1         | 6.000 | 174   | 128       | 1.359 |
| 2   | Indien     | 3     | 2       | 1       | 1         | 4     | 3         | 1.333 | 158   | 163       | 0.969 |
| 3   | Indonesien | 0     | 2       | 0       | 2         | 0     | 6         | 0.000 | 113   | 154       | 0.734 |

      Kvalificerade för spel om plats 9-12.
      Kvalificerade för spel om plats 13-14.

### Grupp H

#### Resultat
| Datum    | Mellan                    | Resultat | Set   | Set   | Set   | Set | Set | Poäng totalt | Speltid | Åskådare |
| Datum    | Mellan                    | Resultat | 1     | 2     | 3     | 4   | 5   | Poäng totalt | Speltid | Åskådare |
| -------- | ------------------------- | -------- | ----- | ----- | ----- | --- | --- | ------------ | ------- | -------- |
| 18-09-11 | Australien - Turkmenistan | 3 - 0    | 25:0  | 25:0  | 25:0  |     |     | 75 - 0       | -       | -        |
| 19-09-11 | Australien - Sri Lanka    | 3 - 0    | 25:13 | 25:22 | 25:16 |     |     | 75 - 51      | 1h:12   | -        |

#### Sluttabell
| Pos | Landslag     | Poäng | Matcher | Matcher | Matcher   | Set   | Set       | Kvot  | Poäng | Poäng     | Kvot  |
| Pos | Landslag     | Poäng | Spelade | Vunna   | Förlorade | Vunna | Förlorade | Kvot  | Vunna | Förlorade | Kvot  |
| --- | ------------ | ----- | ------- | ------- | --------- | ----- | --------- | ----- | ----- | --------- | ----- |
| 1   | Australien   | 6     | 2       | 2       | 0         | 6     | 0         | MAX   | 150   | 51        | 2.941 |
| 2   | Sri Lanka    | 3     | 2       | 1       | 1         | 3     | 3         | 1.000 | 126   | 75        | 1.680 |
| 3   | Turkmenistan | 0     | 2       | 0       | 2         | 0     | 6         | 0.000 | 0     | 150       | 0.000 |

      Kvalificerade för spel om plats 9-12.
      Kvalificerade för spel om plats 13-14.

## Slutspelsfasen

### Spelschema
|  | Kvartsfinaler | Kvartsfinaler | Kvartsfinaler |          |          | Semifinaler | Semifinaler | Semifinaler |          |                     | Final               | Final               | Final |  |
|  |               |               |               |          |          |             |             |             |          |                     |                     |                     |       |  |
|  | Japan         | Japan         | 3             |          |          |             |             |             |          |                     |                     |                     |       |  |
|  | Japan         | Japan         | 3             |          |          |             |             |             |          |                     |                     |                     |       |  |
|  | Iran          | Iran          | 0             |          |          |             |             |             |          |                     |                     |                     |       |  |
|  | Iran          | Iran          | 0             |          | Thailand | Thailand    | 2           |             |          |                     |                     |                     |       |  |
|  |               |               |               |          | Thailand | Thailand    | 2           |             |          |                     |                     |                     |       |  |
|  |               |               | Japan         | Japan    | 3        |             |             |             |          |                     |                     |                     |       |  |
|  | Kina          | Kina          | Japan         | Japan    | 3        | 3           |             |             |          |                     |                     |                     |       |  |
|  | Kina          | Kina          |               |          |          |             |             |             |          |                     |                     |                     |       |  |
|  | Vietnam       | Vietnam       | 0             |          |          |             |             |             |          |                     |                     |                     |       |  |
|  | Vietnam       | Vietnam       | 0             |          | Kina     | Kina        | 3           |             |          |                     |                     |                     |       |  |
|  |               |               |               |          |          |             |             |             |          |                     |                     |                     |       |  |
|  |               |               | Japan         | Japan    | 1        |             |             |             |          |                     |                     |                     |       |  |
|  | Taiwan        | Taiwan        | Japan         | Japan    | 1        | 0           |             |             |          |                     |                     |                     |       |  |
|  | Taiwan        | Taiwan        |               |          |          | 0           |             |             |          |                     |                     |                     |       |  |
|  | Thailand      | Thailand      | 3             |          |          |             |             |             |          |                     |                     |                     |       |  |
|  | Thailand      | Thailand      | 3             |          | Kina     | Kina        | 3           |             |          | Match om tredjepris | Match om tredjepris | Match om tredjepris |       |  |
|  |               |               |               |          | Kina     | Kina        | 3           |             |          |                     |                     |                     |       |  |
|  |               |               | Sydkorea      | Sydkorea | 1        |             |             |             |          |                     |                     |                     |       |  |
|  | Sydkorea      | Sydkorea      | Sydkorea      | Sydkorea | 1        | 3           |             |             | Sydkorea | Sydkorea            | 3                   |                     |       |  |
|  | Sydkorea      | Sydkorea      |               |          |          |             |             |             | Sydkorea | Sydkorea            | 3                   |                     |       |  |
|  | Nordkorea     | Nordkorea     | 1             |          |          | Thailand    | Thailand    | 2           |          |                     |                     |                     |       |  |

#### Resultat
| Datum    | Mellan               | Resultat | Set   | Set   | Set   | Set   | Set   | Poäng totalt | Speltid | Åskådare |
| Datum    | Mellan               | Resultat | 1     | 2     | 3     | 4     | 5     | Poäng totalt | Speltid | Åskådare |
| -------- | -------------------- | -------- | ----- | ----- | ----- | ----- | ----- | ------------ | ------- | -------- |
| 21-09-11 | Japan - Iran         | 3 - 0    | 25:8  | 25:17 | 25:14 |       |       | 75 - 39      | 1h:10   | -        |
| 21-09-11 | Kina - Vietnam       | 3 - 0    | 25:19 | 25:12 | 25:15 |       |       | 75 - 46      | 1h:14   | -        |
| 21-09-11 | Taiwan - Thailand    | 0 - 3    | 23:25 | 25:27 | 23:25 |       |       | 71 - 77      | 1h:24   | -        |
| 21-09-11 | Sydkorea - Nordkorea | 3 - 1    | 25:20 | 25:14 | 22:25 | 25:14 |       | 97 - 73      | 1h:39   | -        |
| 22-09-11 | Thailand - Japan     | 2 - 3    | 13:25 | 25:20 | 18:25 | 25:23 | 13:15 | 94 - 108     | 2h:02   | -        |
| 22-09-11 | Kina - Sydkorea      | 3 - 1    | 25:14 | 25:20 | 21:25 | 25:16 |       | 96 - 75      | 1h:41   | -        |
| 23-09-11 | Sydkorea - Thailand  | 3 - 2    | 22:25 | 26:24 | 23:25 | 27:25 | 15:13 | 113 - 112    | 2h:10   | -        |
| 23-09-11 | Kina - Japan         | 3 - 1    | 25:16 | 25:17 | 25:27 | 25:17 |       | 100 - 77     | 1h:48   | -        |

### Spel om plats 5-8
|  | Matcher om plats 5-8 | Matcher om plats 5-8 |        |           | Match om femteplats  | Match om femteplats  |  |
|  |                      |                      |        |           |                      |                      |  |
|  | Vietnam              | 0                    |        |           |                      |                      |  |
|  | Vietnam              | 0                    |        |           |                      |                      |  |
|  | Nordkorea            | 3                    |        |           |                      |                      |  |
|  | Nordkorea            | 3                    |        | Nordkorea | 1                    |                      |  |
|  |                      |                      |        | Nordkorea | 1                    |                      |  |
|  |                      |                      | Taiwan | 3         |                      |                      |  |
|  | Taiwan               | 3                    | Taiwan | 3         |                      |                      |  |
|  | Taiwan               | 3                    |        |           |                      |                      |  |
|  | Iran                 | 0                    |        |           | Match om sjundeplats | Match om sjundeplats |  |
|  | Iran                 | 0                    |        |           |                      |                      |  |
|  |                      |                      |        |           |                      |                      |  |
|  |                      |                      |        |           | Vietnam              | 3                    |  |
|  |                      |                      |        |           | Vietnam              | 3                    |  |
|  |                      |                      |        |           | Iran                 | 1                    |  |

#### Resultat
| Datum    | Mellan              | Resultat | Set   | Set   | Set   | Set   | Set | Poäng totalt | Speltid | Åskådare |
| Datum    | Mellan              | Resultat | 1     | 2     | 3     | 4     | 5   | Poäng totalt | Speltid | Åskådare |
| -------- | ------------------- | -------- | ----- | ----- | ----- | ----- | --- | ------------ | ------- | -------- |
| 22-09-11 | Vietnam - Nordkorea | 0 - 3    | 18:25 | 23:25 | 25:27 |       |     | 66 - 77      | 1h:22   | -        |
| 22-09-11 | Taiwan - Iran       | 3 - 0    | 25:8  | 25:18 | 25:20 |       |     | 75 - 46      | 1h:13   | -        |
| 23-09-11 | Vietnam - Iran      | 3 - 1    | 25:14 | 25:23 | 18:25 | 25:11 |     | 93 - 73      | 1h:38   | -        |
| 23-09-11 | Nordkorea - Taiwan  | 1 - 3    | 25:17 | 17:25 | 20:25 | 18:25 |     | 80 - 92      | 1h:44   | -        |

### Spel om plats 9-12
|  | Matcher om plats 9-12 | Matcher om plats 9-12 |            |           | Match om 9:e plats  | Match om 9:e plats  |  |
|  |                       |                       |            |           |                     |                     |  |
|  | Kazakstan             | 3                     |            |           |                     |                     |  |
|  | Kazakstan             | 3                     |            |           |                     |                     |  |
|  | Sri Lanka             | 0                     |            |           |                     |                     |  |
|  | Sri Lanka             | 0                     |            | Kazakstan | 3                   |                     |  |
|  |                       |                       |            | Kazakstan | 3                   |                     |  |
|  |                       |                       | Australien | 0         |                     |                     |  |
|  | Australien            | 3                     | Australien | 0         |                     |                     |  |
|  | Australien            | 3                     |            |           |                     |                     |  |
|  | Indien                | 1                     |            |           | Match om 11:e plats | Match om 11:e plats |  |
|  | Indien                | 1                     |            |           |                     |                     |  |
|  |                       |                       |            |           |                     |                     |  |
|  |                       |                       |            |           | Sri Lanka           | 1                   |  |
|  |                       |                       |            |           | Sri Lanka           | 1                   |  |
|  |                       |                       |            |           | Indien              | 3                   |  |

#### Resultat
| Datum    | Mellan                 | Resultat | Set   | Set   | Set   | Set   | Set | Poäng totalt | Speltid | Åskådare |
| Datum    | Mellan                 | Resultat | 1     | 2     | 3     | 4     | 5   | Poäng totalt | Speltid | Åskådare |
| -------- | ---------------------- | -------- | ----- | ----- | ----- | ----- | --- | ------------ | ------- | -------- |
| 21-09-11 | Kazakstan - Sri Lanka  | 3 - 0    | 25:9  | 25:21 | 25:9  |       |     | 75 - 39      | 1h:03   | -        |
| 21-09-11 | Australien - Indien    | 3 - 1    | 23:25 | 25:23 | 25:23 | 25:21 |     | 98 - 92      | 1h:46   | -        |
| 22-09-11 | Sri Lanka - Indien     | 1 - 3    | 18:25 | 25:19 | 13:25 | 19:25 |     | 75 - 94      | 1h:38   | -        |
| 22-09-11 | Kazakstan - Australien | 3 - 0    | 26:24 | 25:14 | 25:21 |       |     | 76 - 59      | 1h:15   | -        |

### Match om trettondeplats

#### Resultat
| Datum    | Mellan                    | Resultat | Set  | Set  | Set  | Set | Set | Poäng totalt | Speltid | Åskådare |
| Datum    | Mellan                    | Resultat | 1    | 2    | 3    | 4   | 5   | Poäng totalt | Speltid | Åskådare |
| -------- | ------------------------- | -------- | ---- | ---- | ---- | --- | --- | ------------ | ------- | -------- |
| 21-09-11 | Indonesien - Turkmenistan | 3 - 0    | 25:0 | 25:0 | 25:0 |     |     | 75 - 0       | -       | -        |

## Slutplaceringar[3]
| Pos. | Lag          | Kvalificerat för                                |
| ---- | ------------ | ----------------------------------------------- |
|      | Kina         | FIVB World Cup 2011                             |
|      | Japan        |                                                 |
|      | Sydkorea     | FIVB World Cup 2011, FIVB World Grand Prix 2012 |
| 4    | Thailand     | FIVB World Grand Prix 2012                      |
| 5    | Taiwan       |                                                 |
| 6    | Nordkorea    |                                                 |
| 7    | Vietnam      |                                                 |
| 8    | Iran         |                                                 |
| 9    | Kazakstan    |                                                 |
| 10   | Australien   |                                                 |
| 11   | Indien       |                                                 |
| 12   | Sri Lanka    |                                                 |
| 13   | Indonesien   |                                                 |
| 14   | Turkmenistan |                                                 |

## Individuella utmärkelser
| Utmärkelse              | Namn             | Lag      |
| ----------------------- | ---------------- | -------- |
| Mest värdefulla spelare | Wang Yimei       | Kina     |
| Bästa poängvinnare      | Kim Yeon-koung   | Sydkorea |
| Bästa anfallare         | Kim Yeon-koung   | Sydkorea |
| Bästa blockare          | Yang Junjing     | Kina     |
| Bästa servare           | Wei Qiuyue       | Kina     |
| Bästa passare           | Yoshie Takeshita | Japan    |
| Bästa libero            | Nam Jie-youn     | Sydkorea |